# 天理教 (中国)
天理教，清朝的秘密宗教，為八卦教的一派。
嘉庆十六年，震卦教（河南李文成）、北直隶的坎卦教（林清）、离卦教一支派（冯克善），联合密谋造反。林清还吸纳了一支弘阳教教团。
嘉庆十八年（1813年），李文成、林清联合八卦教各支派，将教名改为天理教，又俗称在理教。天理教領導人林清和李文成率领教众起事。林清乘著嘉慶帝在熱河進行木蘭秋獮時，與宦官裡應外合，攻擊紫禁城，率領200名教徒攻入東華門、西華門，攻擊皇宮中樞，史稱「癸酉之變」。事件發生時，時為皇子的綿寧（即後來的道光帝），取出宮中封禁的火槍，在城樓上擊斃兩人，並指揮部隊抵禦，林清被捕。除了北京外，天理教也在河南、直隶、山东三省交界处起事，旋即被陕西提督杨遇春鎮壓。